# 英国海外航空
英国海外航空（えいこくかいがいこうくう、英語: British Overseas Airways Corporation 略称：BOAC）は、1939年から1974年までイギリスに存在した国営航空会社。1974年3月に英国欧州航空（BEA）と合併して、現在のブリティッシュ・エアウェイズとなった。

## 歴史

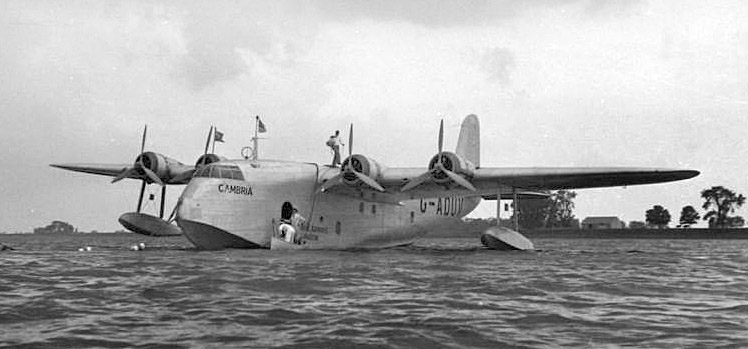
ショート・エンパイア

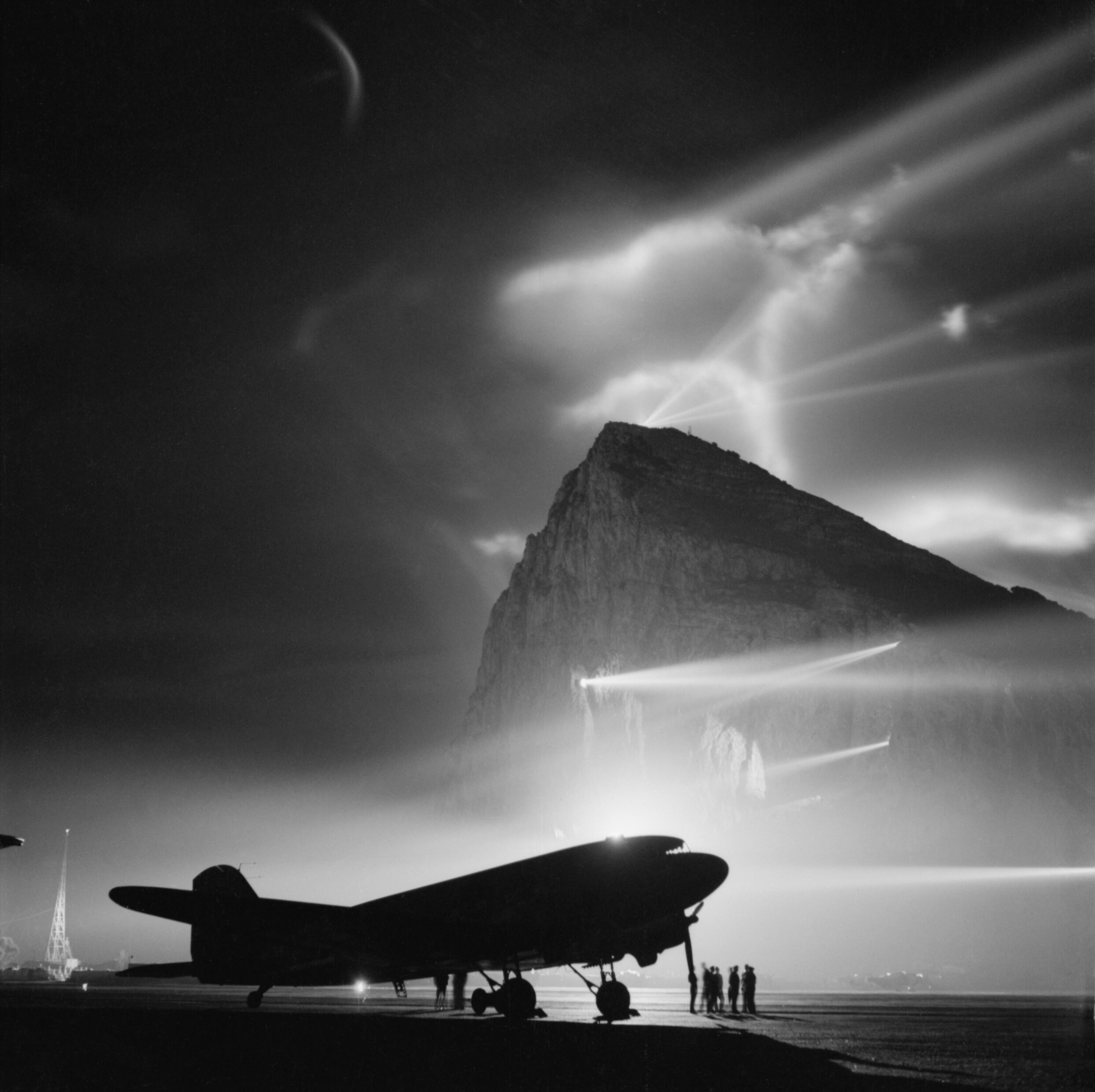
第二次世界大戦中、ジブラルタル飛行場に駐機するDC-3。背後には探照灯の光とジブラルタルの岩が見える。

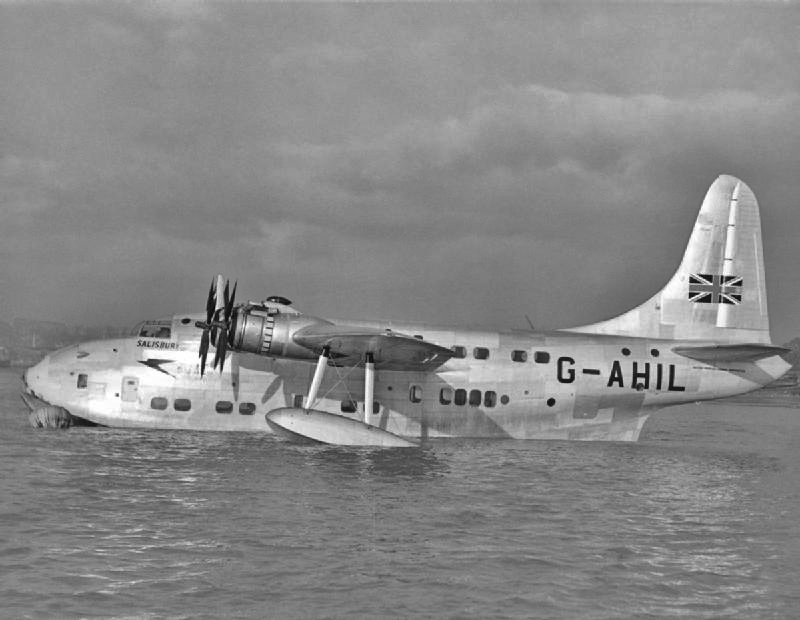
ショート・ソレント

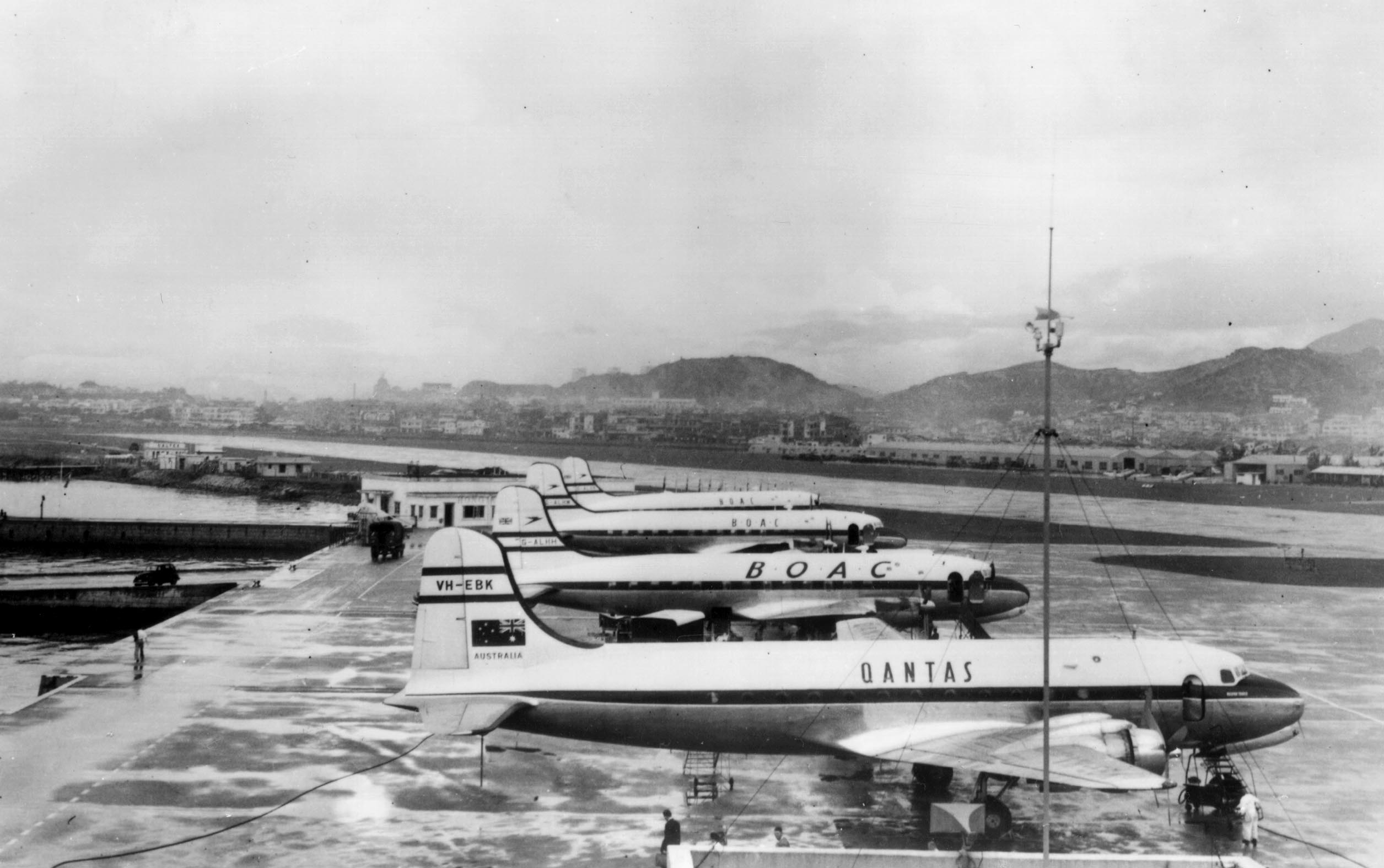
香港の啓徳空港に駐機するダグラスDC-4

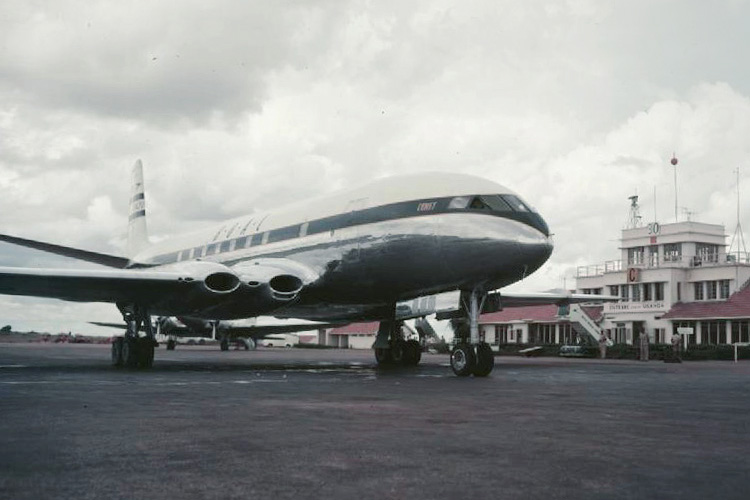
エンテベ国際空港に駐機するデ・ハビランド DH.106 コメットI

### 設立
第二次世界大戦（対独戦）の開戦直後の1939年11月に、戦時体制突入を受けたイギリス政府の民間航空政策によってインペリアル・エアウェイズとブリティッシュ・エアウェイズ（現在の同名の会社とは別会社）が合併して設立した。
おもにイギリス領インド帝国や香港、シンガポールなどの極東に点在するイギリスの植民地とオーストラリアなどのイギリス連邦諸国、北アメリカ路線向けの航空会社として作られ、戦時体制下においてイギリス軍と連携して機能することになった。
設立当初はダグラス DC-3などの陸上機のみならず、サザンプトンの飛行艇用空港を拠点地として、ショート・サンダーランドやショート・エンパイアなどの飛行艇も多く運航していた。

### 戦時中
その後の戦域の拡大などを受けて多くの機体がイギリス空軍に徴用されることとなったが、DC-3などにより、イギリス本土より中立国であるポルトガルのリスボンや植民地のジブラルタルへの直行便を運航していた他、イギリス本土とイギリス連邦諸国間を結ぶ路線などを運航していた。しかし間もなく、ヨーロッパ大陸の多くが敵国であるドイツ軍とイタリア軍の占領下に置かれたため、その路線網は大幅な縮小と迂回を余儀なくされた。また、空軍機（武装を撤去し、より高速飛行ができるよう改造されたモスキート）と空軍パイロットを借り受け、中立国スウェーデンとの間で郵便物や外交要員を輸送する任務に就いている。
さらに1941年12月の日本とイギリスとの間の開戦以降は、アジア各地のイギリス軍が次々に日本軍に敗北した結果、シンガポールをはじめとしたマレー半島一帯やビルマ、香港をはじめとするアジアにおけるイギリスの植民地の多くが日本軍の占領下となった上に、インド洋一帯の制海権も喪失し、さらにオーストラリア北部も日本軍の爆撃を頻繁に受けるような状況に陥ったため、イギリス領インド帝国とオーストラリア、香港をシンガポール経由で結ぶ路線の運航も休止に追い込まれた。
また、本国から切り離されたまま、オーストラリア北部やアフリカ北部などの戦域内を運航していた所有機の多くが、進軍してきた日本陸海軍機やドイツ空軍機により撃墜、地上破壊されている。

### 終戦後
第二次世界大戦終結後の1946年に、戦時体制の終結を受けて、BOACのヨーロッパ域内国際線と国内線はブリティッシュ・ヨーロピアン航空（BEA、英国欧州航空と訳されることもある）に、南アメリカとイギリスの植民地も多いカリブ海域路線はブリティッシュ・サウスアメリカン航空（BSAA）に割り当てられることとなり、残るアジアと中東、アフリカと北アメリカ、オセアニア路線を継続して運航することになった。
1947年には、当時イギリスの植民地であった英領ゴールド・コースト、ガンビア、ナイジェリア、シエラレオネの「イギリス領西アフリカ」のフラッグキャリアとして、ナイジェリアに設立された西アフリカ航空（West African Airways Corporation）や、マラヤ連邦のマラヤ航空（その後のマレーシア航空）など、その後イギリスから独立することになる複数の植民地のフラッグキャリアの設立にも関わった。
その後1948年には、イギリスの植民地支配を脱して独立したインドを経由して、大戦後にイギリスの植民地に復帰した香港までの南回りヨーロッパ路線を延長する形で、イギリス連邦占領軍が占領業務を行っていた日本（岩国飛行場/山口県）に乗り入れを開始するなど、第二次世界大戦中に日本やドイツなどの枢軸国の統治下におかれていたイギリス植民地の支配回復と、イギリスの戦後の復興に合わせて路線拡張を進めた。
BSAAがBOACから分割されてわずか3年後の1949年7月に、BSAAはBOACに再び吸収合併されたため、一旦縮小した航空路線網は全世界へと再び拡張された。
この頃より地上の空港整備が各国において進んだことや、第二次世界大戦後に余剰となったアメリカ製の陸上輸送機が安価かつ大量に世界中に広まったことなどを受けて、これまでのイギリス製飛行艇による運航を中心とした体制を急速に縮小し、ダグラス DC-4やDC-6、ボーイング377などのアメリカ製陸上機の導入が進められた。

### ジェット機の導入
1952年5月には世界初のジェット旅客機であるデ・ハビランド DH.106 コメットI をロンドン-ヨハネスブルグ線に就航させ、世界で最初にジェット旅客機を就航させた航空会社となった。なおその後南回りヨーロッパ線で東京路線にも就航させたものの、機体設計時の欠陥により連続墜落事故を起こしたことにより、原因の追求とその対策が完了するまでの期間は運航を取りやめた。
運航停止より5年の時を経て、1958年には世界の航空会社に先駆けて導入されたコメットMk.4により、初のジェット機による太平洋横断路線を運航した。またその後も、ブリストル ブリタニアやヴィッカースVC-10などのイギリスの最新鋭機の導入を率先して行ったが、同時にアメリカ機のボーイング707も導入した。

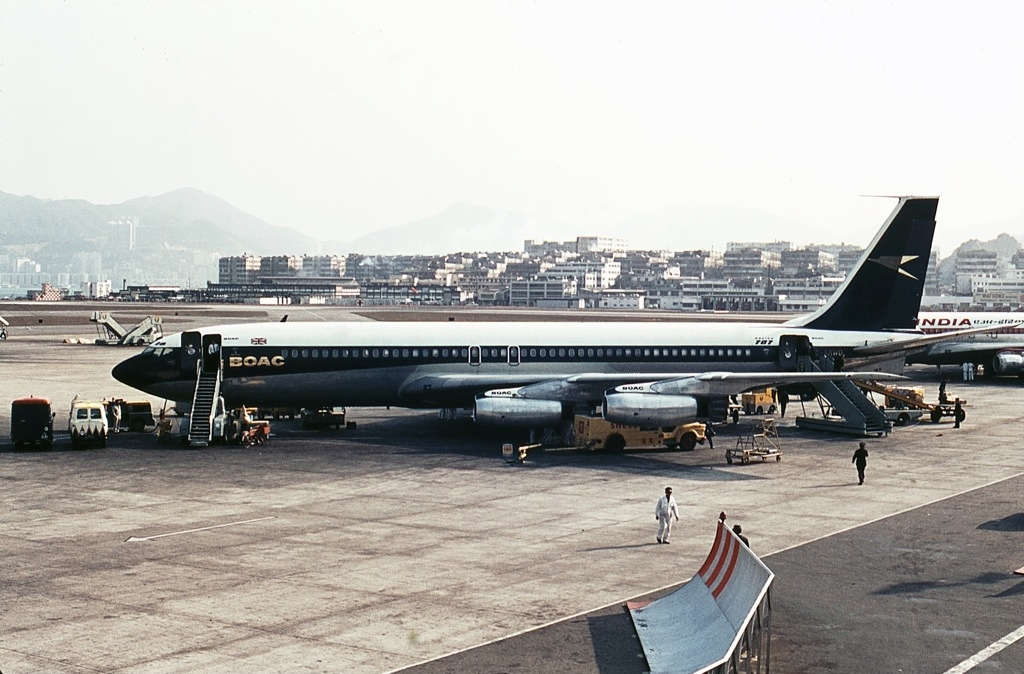
香港の啓徳空港に駐機するボーイング707

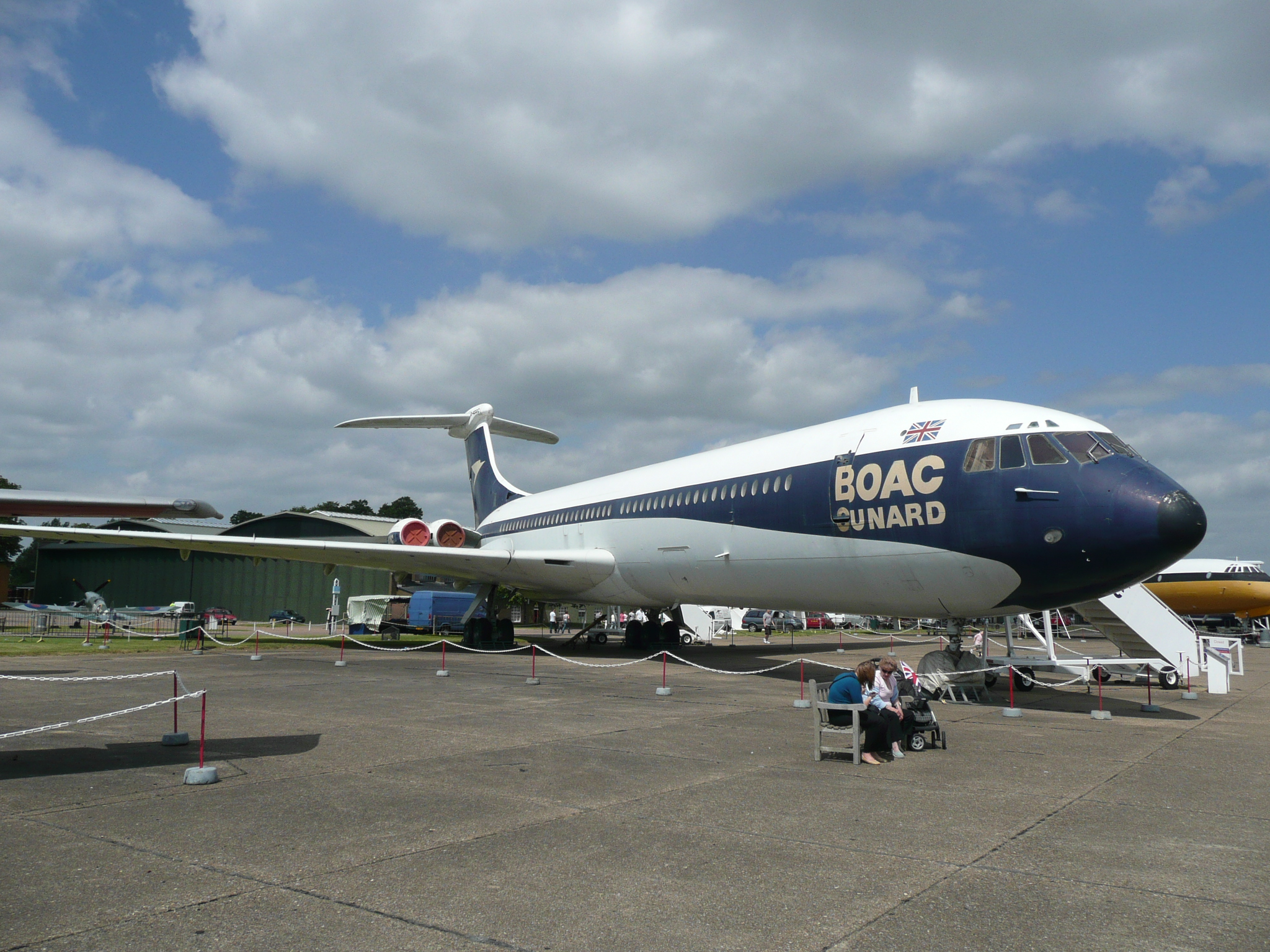
BOACキュナードのビッカースVC-10

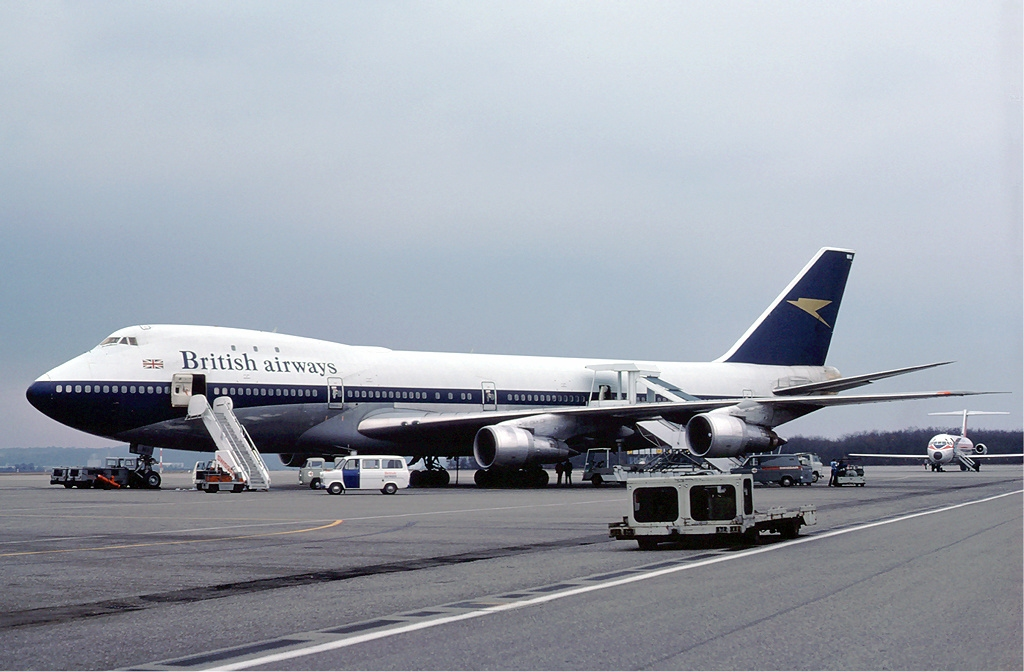
BOAC塗装のロゴだけをブリティッシュ・エアウェイズに変えたボーイング747

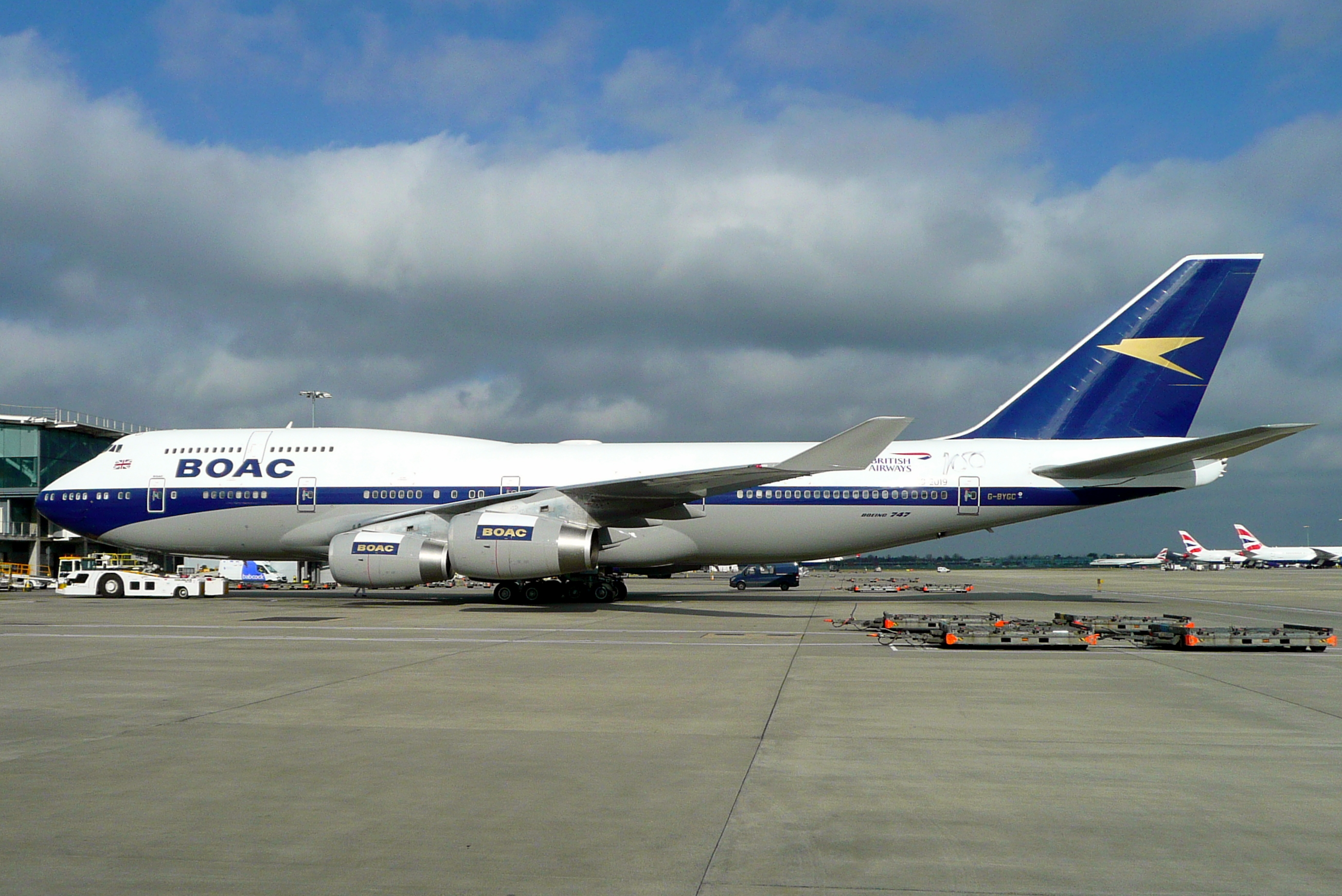
BOAC塗装に変えたブリティッシュ・エアウェイズのボーイング747-400

1950年代から1960年代にかけて、国力が落ちたイギリスはマレーシアやシンガポール、ケニアやナイジェリアなどのアジアやアフリカに点在する植民地の多くを喪失し、それらのほとんどが独立しイギリス連邦の加盟国となっていったが、独立後もイギリス利権がそれらの地に残ることを象徴するようにそれらの国々への乗り入れは継続された。
なお、長年イギリスにとって最大の植民地であったイギリス領インド帝国から独立して建国されたインドとパキスタンにも、当然のように乗り入れを続けた。さらにクウェートやマレーシアなどの元植民地のフラッグ・キャリアの設立に協力し、余剰機材となったコメットMk.4やボーイング707などをこれらの航空会社に貸し出した。
しかし、その後競争力をつけたこれらの元植民地、または現植民地に設立された航空会社との競争により、経営体力を消耗することになる。

### 経営の制約
1960年代初頭には、これらのイギリス連邦間を連絡する、国策上必要なものの採算性の劣る帝国路線網(エンパイア・ルート)の維持や、「フライ・ブリティッシュ政策(イギリス機運航政策)」により採算性の劣るイギリス製旅客機の導入が半ば義務付けられていた（例として、中距離帝国（Medium Range Empire/MRE）ルート用に開発、導入を推進したものの、その性能と導入タイミングから少数機の導入に終わったヴィッカースVC-10などがある）。
このような経営上の制約に嫌気がさし経営者が次々と変わった上に、諸外国の航空会社との競争により赤字が拡大して経営危機に陥るという悪循環に陥った。
しかしその後、ジル・ガーティー会長の下で「フライ・ブリティッシュ政策」を放棄して、費用対効果の高いアメリカ製の機材を導入する等、進められた抜本的な改革が功を奏して赤字体質を一掃した。

### ボーイング747導入
1971年には、当時の最新鋭機であるボーイング747を導入するなど、機材の更新を進めるとともに、アメリカのパンアメリカン航空に次いで世界一周路線を運航するなど、世界各国へとその路線網を広げて行き、同じく世界一周路線を運航するパンアメリカン航空や日本航空、ルフトハンザ航空やエールフランス航空などと並ぶ世界を代表する航空会社として君臨した。
また、当時急速に拡大する団体旅行ツアー客の獲得を目的に、クイーン・メリー号やクイーンエリザベス2号などの大型客船を運航する、当時イギリス有数の大手船舶会社であったキュナードとの合弁会社「BOACキュナード」を設立するなど、子会社の展開も行った。

### 消滅
1971年、英国議会においてBEA（英国欧州航空）と合併することが決定され、1974年3月31日をもってBEAと正式に合併して「ブリティッシュ・エアウェイズ」となり、「BOAC（英国海外航空）」の社名は消滅することとなった。
しばらくの間はBOAC機、BEA機の塗装に「ブリティッシュ・エアウェイズ」のロゴを入れただけの機体で運航され、BOACのコールサイン「スピード・バード（Speed Bird、BOACのシンボルマークであった）」も、ブリティッシュ・エアウェイズにそのまま引き継がれている。

### 復刻塗装
ブリティッシュ・エアウェイズは2019年1月に、国際線就航100周年を記念して、ボーイング747-400型1機 (G-BYGC) を2020年に引退するまでに、英国海外航空のボーイング707の旧塗装にした。なお、引退以降もこの塗装のまま保存される予定であったが、2023年9月に解体が確認された。

## 主な運航機材
ボーイング製航空機の顧客番号（カスタマーコード）は36だった。

### プロペラ機
- ショート・エンパイア
- ショート・サンダーランド
- ショート・サンドリンガム
- アブロ・ランカストリアン
- アブロ・ランカスター

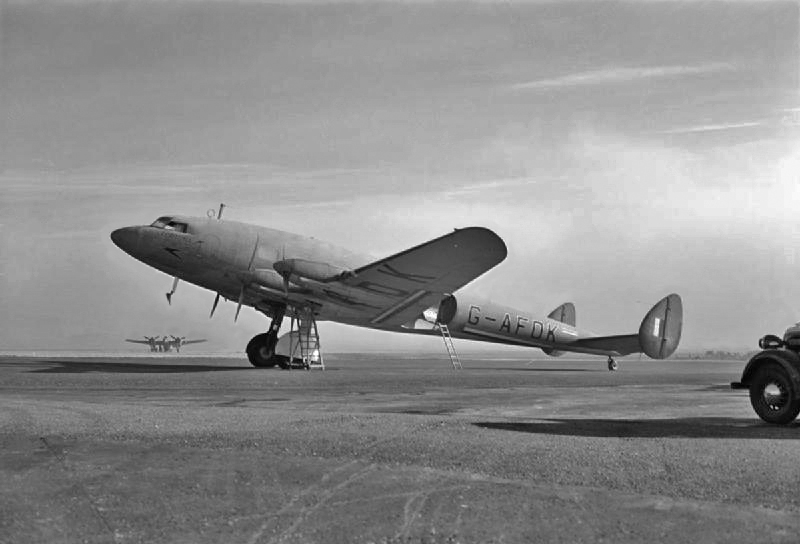
デ・ハビランドDH.91アルバトロス

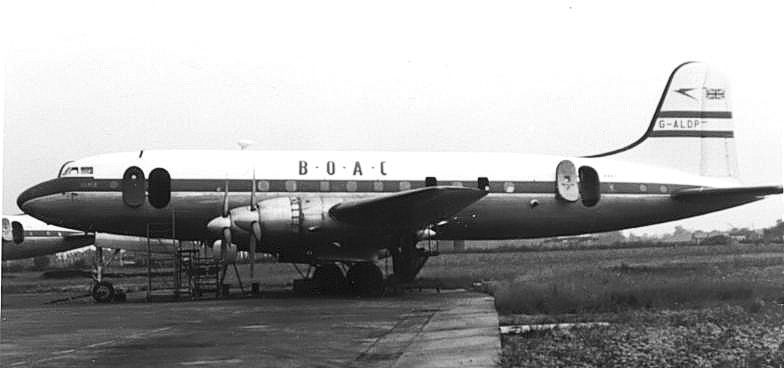
ハンドレページ・ヘルメス

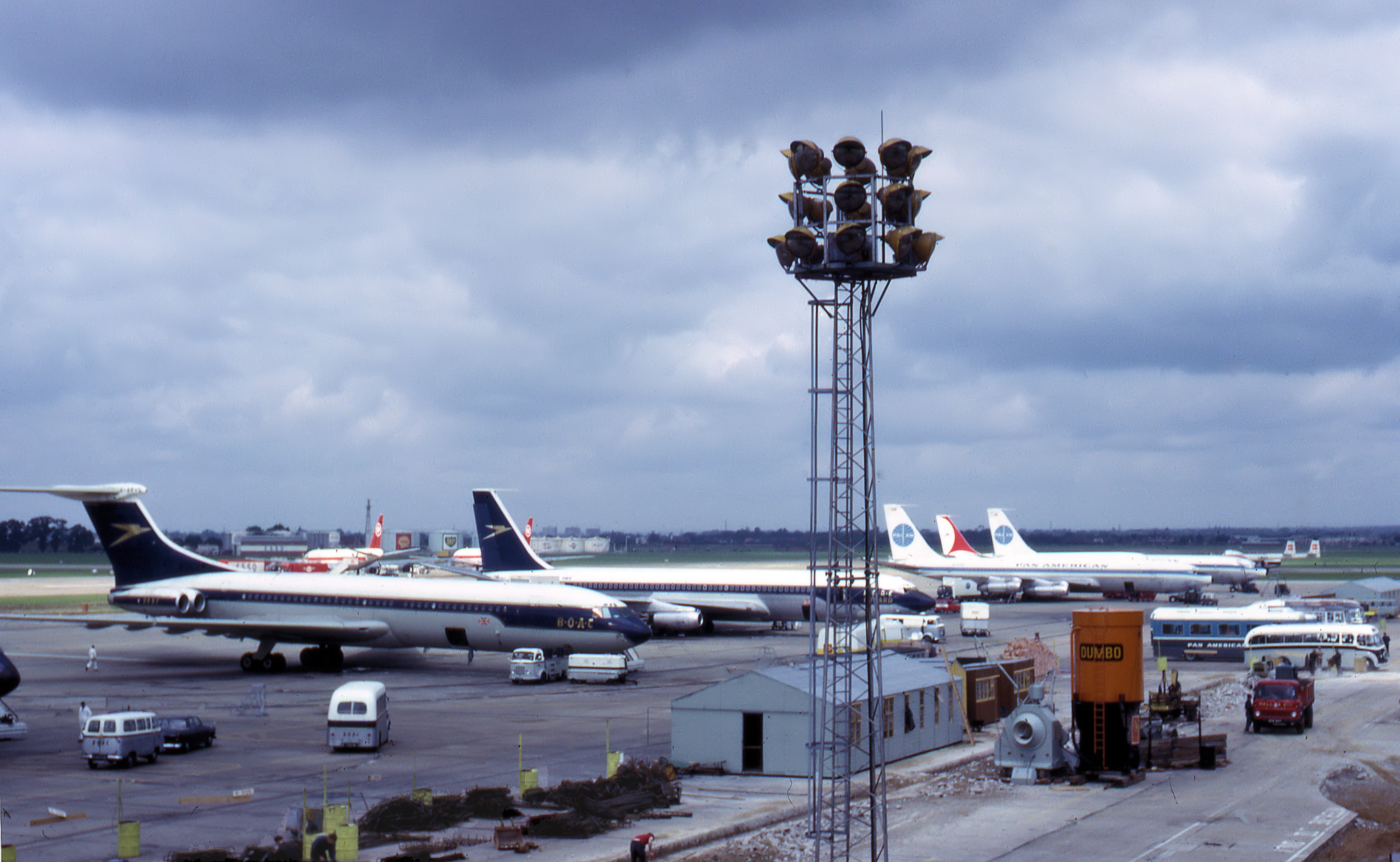
ヒースロー国際空港に駐機する英国海外航空機

- アームストロング・ホイットワース・エンサイン
- ハンドレページ・ヘルメス
- デ・ハビランド DH.91 アルバトロス
- デ・ハビランド DH.104 ダブ
- デ・ハビランド DH.98 モスキート
- フォッケウルフFw 200 (航空機)
- ダグラス DC-3
- ダグラス DC-4
- ダグラス DC-6
- ダグラス DC-7
- ボーイング377
- ブリストル タイプ175 ブリタニア

### ジェット機
- デ・ハビランド DH.106 コメット
- ビッカース VC-10
- コンコルド（発注のみ、この中の1機には「G-BOAC」のコールサインが与えられている）
- ボーイング707-420（ロールス・ロイスエンジンを搭載していたため、ロールスロイス707と呼んでいた）
- ボーイング747

## 日本における英国海外航空

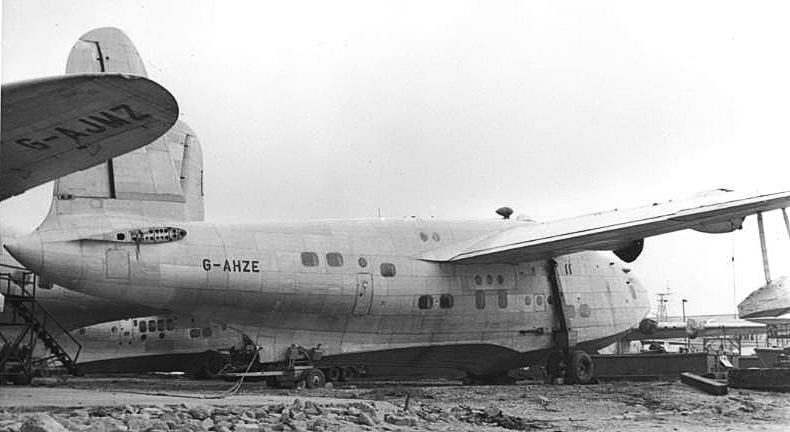
ショート・サンドリンガム

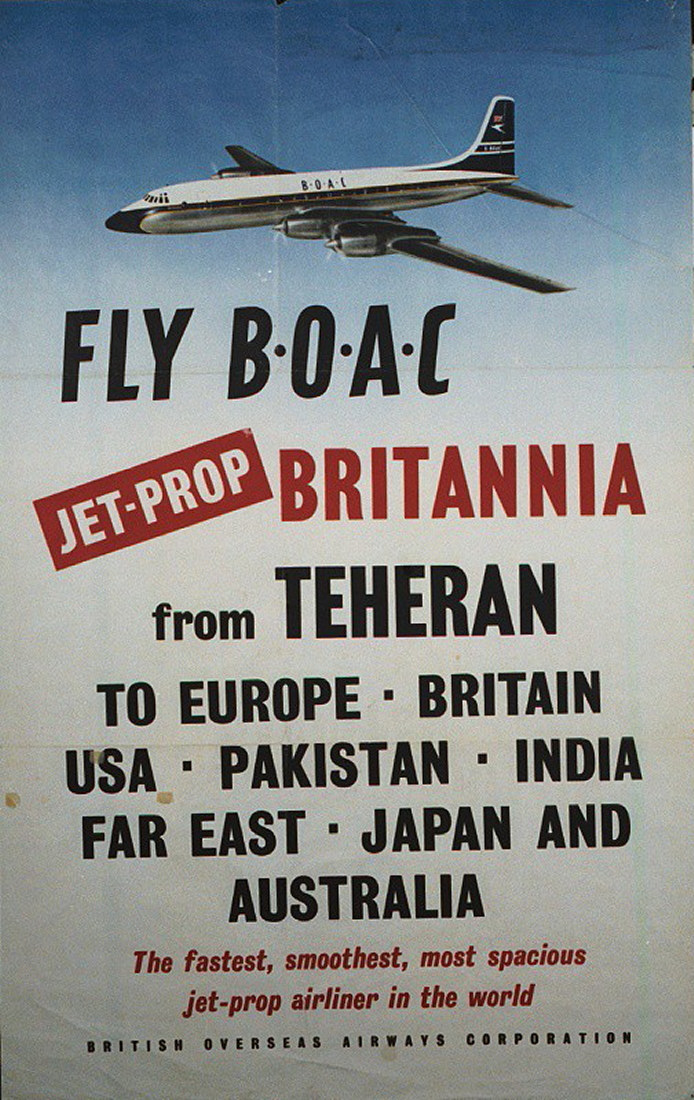
ブリストル・ブリタニアのポスター。同機は東京にも乗り入れた

### 乗り入れ
第二次世界大戦後の1948年3月19日に、イギリスの南海岸のプールと香港を結ぶ路線を延長し、当時連合国軍による占領下であった日本の占領にあたっていたイギリス連邦占領軍（BCOF）への物資補給を目的に、岩国基地にショート・サンドリンガム「プリマス型」飛行艇で定期乗り入れを開始した。
なお、岩国基地を最初の定期乗り入れ地にした理由の1つに、定期乗り入れ開始に先立つ1946年3月に、イギリス連邦占領軍のセシル・バウチャー少将が、英国海外航空機の東京国際空港沖への乗り入れを連合国軍最高司令部のダグラス・マッカーサー最高司令官に求めたが、拒否されたという背景があった。なお、この理由については定かではない。

### コメット就航
同年11月には東京（東京国際空港）に乗り入れ地を変更し、さらに1952年には世界初のジェット旅客機であるデハビランド・DH106 コメットIによる南回りヨーロッパ線での乗り入れを開始した。マニラから給油地の嘉手納基地経由の乗り入れであった。なお、日本へのジェット旅客機の乗り入れはこれが初めてであったが、その後同機は設計上のミスによる連続事故により乗り入れを停止してしまった。
その後、乗り入れ機材をブリストル・ブリタニアやDH.106 コメット Mk.4、ヴィッカース・VC-10、ボーイング707-420などに変更した。世界一周路線の寄港地としての乗り入れを開始したほか、北回りヨーロッパ線での乗り入れも開始した。その後大阪国際空港にも乗り入れを開始し、1971年からはボーイング747での乗り入れも開始した。

### 乗り入れ引き継ぎ
1974年に路線がブリティッシュ・エアウェイズに引き継がれたものの、しばらくの間は英国海外航空の塗装にブリティッシュ・エアウェイズのロゴを入れただけの機体で運航されていた。

### 富士山麓墜落事故
1966年3月5日に、東京発香港経由（南回りヨーロッパ線）ロンドン行き911便（ボーイング707-420）が、東京国際空港を離陸した後に富士山上空で山岳波（特殊な乱気流）に巻き込まれ空中分解し墜落、乗客乗員124人全員が死亡した。

## 事故・事件
- 英国海外航空機空中分解事故
- 英国海外航空781便墜落事故
- 英国海外航空783便墜落事故
- コメット連続墜落事故
- BOACスチュワーデス殺人事件
- PFLP旅客機同時ハイジャック事件

## ブリティッシュ・エアウェイズの前身会社
- ブリティッシュ・エアウェイズ (1974-)
  - 英国海外航空 (1939 - 1974)
    - インペリアル・エアウェイズ (1924 - 1939)
      - ハンドリー・ページ・トランスポート (1919-1924)
      - ダイムラー・エアウェイズ（英語版） (1921-1924)
        - エアクラフト・トランスポート・アンド・トラベル (1916-1921)

      - インストーン・エアライン（英語版） (1919-1924)
      - ブリティッシュ・マリン・エア・ナビゲーション（英語版） (1923-1924)

    - ブリティッシュ・エアウェイズ（英語版） (1935-1939)
      - スパルタン航空（英語版） (1933-1935)
      - ユナイテッド・エアウェイズ（英語版） (1935)
      - ヒルマンズ航空（英語版） (1931-1935)

  - 英国欧州航空 (1946 - 1974)
  - ブリティッシュ・カレドニアン航空 (1970 - 1988)
    - ブリティッシュ・ユナイテッド航空（英語版） (1960-1970)
    - カレドニアン航空（英語版） (1961-1970)